# Motroniński Monaster Trójcy Świętej
Motroniński Monaster Trójcy Świętej, Monaster Motroniński, Motreniński – prawosławny żeński klasztor w eparchii czerkaskiej Ukraińskiego Kościoła Prawosławnego Patriarchatu Moskiewskiego, na terenie wsi Melnyky.

## Historia
Moment powstania klasztoru nie jest znany. Istnieje przekaz, że na jego miejscu po chrzcie Rusi powstała pierwsza cerkiew. Według innej wersji fundatorką klasztoru była żona jednego z wojewodów Jarosława Mądrego o imieniu Motrona. Pierwsza pisemna informacja o istnieniu monasteru pochodzi z 1198 i dotyczy budowy w nim cerkwi św. Jana Chrzciciela. Klasztor został zniszczony w czasie najazdu mongolskiego i na dłuższy czas opustoszał. Zakonnicy, którzy ponownie rozpoczęli w nim życie monastyczne, nie posiadali wolno stojącej cerkwi, lecz mieszkali w pieczarach.   
W 1568 kolejna grupa mnichów zaczęła odnawiać zniszczone obiekty klasztorne. Monaster znalazł się pod opieką Kozaków. Ze względu na swój wiek i znaczną liczbę mnichów był to jeden z najważniejszych ośrodków kultu prawosławnego na ziemi czerkaskiej. Obiekt był otoczony wałem ziemnym z częstokołem i bramą wjazdową. Główna świątynia monasterska była zbudowana z drewna, kryta pięcioma kopułami. Z drewna wzniesione były również obiekty mieszkalne dla zakonników.
W II połowie XVII w. monaster został kilkakrotnie zniszczony wskutek najazdów tureckich. W 1678 po jednym z nich uległ całkowitemu spaleniu. Jednak już w 1685, z pomocą metropolity kijowskiego Gedeona, został reaktywowany. W 1727 została wzniesiona nowa murowana cerkiew Trójcy Świętej.
Od 1753 ihumenem klasztoru był Melchizedek (Znaczko-Jaworski), organizator działalności misyjnej wśród zamieszkujących Ukrainę Prawobrzeżną unitów, aktywny uczestnik konfliktu między hierarchią prawosławną a unicką w Rzeczypospolitej, kilkakrotnie wyjeżdżający do Rosji w celu pozyskiwania poparcia Katarzyny II dla prawosławnych w państwie polsko-litewskim, bliski współpracownik biskupa białoruskiego Jerzego. W roku tym w monasterze przebywało ok. dwudziestu mnichów, którzy cieszyli się w miejscowej społeczności znacznym autorytetem moralnym. Równocześnie działalność ihumena Melchizedeka sprawiła, że od 1767 roku (w okresie, gdy nie przebywał on w granicach Rzeczypospolitej, po ucieczce z aresztu) Monaster Motroniński stał się jednym z miejsc, do których w okresie poprzedzającym koliszczyznę ściągała miejscowa ludność pragnąca zbrojnie wystąpić przeciwko unitom. Zastępujący Melchizedeka mnich Gabriel (Gawryło), pod naciskiem lokalnej administracji, po pewnym czasie zabronił przyjmowania chłopów.
W kwietniu 1768 roku monaster został obrabowany przez nieznanych sprawców. 22 maja 1768 roku klasztor został zaatakowany ponownie, przez kilkuset napastników „w polskiej odzieży”. Cztery dni później w pobliskim Żabotyniu rozlokował się oddział konfederatów barskich. Pod wpływem pogłoski, iż mają oni zamiar napaść na monaster i wobec wcześniejszej nieudanej próby uzyskania pomocy gubernatora Żabotynia, mnisi porzucili zabudowania klasztorne.
Na terenach należących do monasteru, w Chłodnym Jarze, został sformowany pierwszy oddział Maksyma Żeleźniaka, który rozpoczął następnie koliszczyznę. Koniec XVII i XVIII w. był okresem spadku znaczenia klasztoru. W 1800 roku na jego terenie została wzniesiona nowa cerkiew, która po dwóch latach, z powodu błędów w projekcie, zawaliła się. W 1805 roku została zastąpiona kolejną świątynią.
W 1845 roku w klasztorze przebywał Taras Szewczenko, który uczynił go tematem jednej ze swoich akwarel. Według danych z 1847 roku wspólnota Monasteru Motronińskiego liczyła 45 mnichów i posłuszników.
W 1911 roku Święty Synod Rosyjskiego Kościoła Prawosławnego zdecydował o przekształceniu Monasteru Motronińskiego, w którym przebywało już bardzo niewielu mnichów, z męskiego w żeński. W czasie wojny domowej w Rosji na terenie klasztoru i położonego w jego sąsiedztwie Chłodnego Jaru przez trzy lata działała ukraińska Republika Chołodnojarska (1919–1922). W 1923 roku klasztor został zamknięty, a jego majątek znacjonalizowany. Według innego źródła 250 dziesięcin ziemi klasztornej znacjonalizowano jeszcze w 1921 roku, natomiast cerkwie Trójcy Świętej i św. Jana Teologa, również przejęte przez państwo, pozostawały czynne, wynajmowane lokalnej wspólnocie religijnej. W 1929 roku władze lokalne zdelegalizowały jednak tę wspólnotę, a cerkwie zamknęły. W tym samym roku nieczynna cerkiew Trójcy Świętej została uznana za zabytek o znaczeniu republikańskim.
W 1968 roku, w związku z dwusetną rocznicą koliszczyzny, powstał projekt remontu zniszczonego klasztoru i urządzenia w nim muzeum poświęconego temu wydarzeniu. Prace renowacyjne nie zostały jednak ukończone. Kościół prawosławny odzyskał monaster w 1991 roku.